# 항미정
항미정(杭尾亭)은 대한민국 경기도 수원시 권선구 서둔동에 있는 정자이다. 1986년 4월 8일 수원시의 향토유적 제1호로 지정되었다.

## 개요
순조 31년(1831년) 당시의 화성유수 박기수가 건립한 것이며, 그 이름은 중국 시인 소동파의 시구에 "서호는 항주의 미목같다"고 읊은 데서 따 지었다고 한다. 
항미정(杭尾亭)은 축만제 제방 서쪽에 위치하고 있다. 축만제는 조선 정조 23년(1799년)농업용 저수지로 축조되었는데, 당시 축조된 제방(만석거, 축만제, 만년제) 중 서쪽에 위치하고 있다하여 흔히 서호로 통하고 있으며, 예부터 낙조와 잉어가 유명하였다고 한다. 이러한 서호의 경관과 풍치를 한층 아름답고 돋보이게 하는 명물이 바로 항미정이다.
구조는 ㄴ자형 평면에 날도리집(기둥위에 사각형 단면으로 된 도리를 얹어 꾸민 집)이고, 홑처마 목조건물로 면적은 43.5평방미터이다.